# Foxley, Wiltshire
Foxley är en by i civil parish Norton, i distriktet Wiltshire, i grevskapet Wiltshire, i England. Byn är belägen 13 km från Chippenham. Foxley var en civil parish fram till 1934 när blev den en del av Norton. Civil parish hade 61 invånare år 1931. Byn nämndes i Domedagsboken (Domesday Book) år 1086, och kallades då Foxelege.